# Луций Теттий Юлиан
Луций Теттий Юлиан (лат. Lucius Tettius Iulianus; умер после 88 года) — военный и политический деятель Римской империи, консул-суффект 83 года.

## Биография
Луций Теттий был легатом VII «Клавдиева» легиона, одного из трёх римских легионов в провинции Мёзия под командованием Марка Апония Сатурнина. Вместе с другими командирами получил от Отона награду за победу над роксоланами. Вскоре после этого Сатурнин, из-за давней ссоры с Луцием Теттием, предпринял попытку покушения на него, и Юлиан был вынужден бежать. В качестве легата его заменил командир одной из когорт легиона.
Теттий Юлиан не принимал активного участия в событиях «года четырёх императоров», однако после победы Веспасиана был назначен одним из преторов. Тем не менее, сенат не утвердил это назначение по причине его дезертирства из легиона, и в январе 70 года этот пост получил Децим Плотий Грип. Через некоторое время, когда стали известны обстоятельства этой истории, Теттий Юлиан, всё-таки, стал претором, но и Грип тоже сохранил за собой эту должность.
С 80 по 82 год Теттий Юлиан командовал III «Августовым» легионом в Нумидии и фактически управлял этой провинцией. В 83 году он был назначен консулом-суффектом. С 88/89 по 89/90 годы Луций управлял Верхней Мёзией и во время войны с даками, после гибели Корнелия Фуска (в 86/87 году), возглавил римскую армию на территории Дакии. На этот раз римлянам удалось усмирить даков и заключить с ними договор.